# Xavier Siméon
Xavier Simeon (Bruselas, 31 de agosto de 1989) es un piloto de motociclismo belga que participa en el Campeonato Mundial de Resistencia con el Yoshimura SERT Motul.
En 2006 fue campeón del Campeonato Europeo Superstock 600 y en 2009 del Campeonato FIM Superstock 1000.

## Biografía
En el Gran Premio de Francia de 2013, Siméon fue el primer piloto belga desde Didier de Radiguès en 1990 en conseguir un podio, al terminar tercero sobre una Kalex del equipo español Sag Racing Team, detrás de los pilotos del Marc VDS Racing Team: Scott Redding y Mika Kallio. Más tarde en la misma temporada, Siméon tomó la posición de pole para el Gran Premio de Alemania, el primer gran resultado para un belga desde de Radiguès en 1989. Dos años más tarde, Siméon consiguió su primera victoria, en el Gran Premio de Alemania de 2015 en Sachsenring. Él se convirtió en el tercer piloto belga en ganar un Gran Premio, después de Radiguès y Julien van Zeebroeck.
En 2019, Siméon fue contratado por el Avintia Esponsorama Racing para disputar la primera temporada de la Copa Mundial de MotoE.
En 2020, Siméon ontinuara en la Copa Mundial de MotoE enrolado en las filas del LCR E-Team.

## Resultados

### Campeonato del Mundo de Motociclismo

#### Por temporada
| Temp. | Cat.   | Moto     | Equipo                      | Carreras | Victorias | Podios | Poles | V.Ráp. | Pts. | Pos. |
| ----- | ------ | -------- | --------------------------- | -------- | --------- | ------ | ----- | ------ | ---- | ---- |
| 2010  | Moto2  | Moriwaki | HolidayGym G-22             | 10       | 0         | 0      | 0     | 0      | 10   | 30.º |
| 2011  | Moto2  | Tech 3   | Tech 3 B                    | 17       | 0         | 0      | 0     | 0      | 23   | 26.º |
| 2012  | Moto2  | Tech 3   | Tech 3 Racing               | 15       | 0         | 0      | 0     | 0      | 23   | 21.º |
| 2013  | Moto2  | Kalex    | Maptaq SAG Team Zelos       | 17       | 0         | 1      | 1     | 0      | 90   | 12.º |
| 2014  | Moto2  | Suter    | Federal Oil Gresini Moto2   | 18       | 0         | 1      | 0     | 0      | 63   | 14.º |
| 2015  | Moto2  | Kalex    | Federal Oil Gresini Moto2   | 18       | 1         | 2      | 1     | 0      | 113  | 7.º  |
| 2016  | Moto2  | Speed Up | QMMF Racing Team            | 17       | 0         | 0      | 0     | 1      | 46   | 17.º |
| 2017  | Moto2  | Kalex    | Tasca Racing Scuderia Moto2 | 15       | 0         | 0      | 0     | 0      | 16   | 23.º |
| 2018  | MotoGP | Ducati   | Reale Avintia Racing        | 17       | 0         | 0      | 0     | 0      | 1    | 27.º |
| 2019  | MotoE  | Energica | Avintia Esponsorama Racing  | 6        | 0         | 2      | 0     | 0      | 58   | 6.º  |
| 2020  | MotoE  | Energica | LCR E-Team                  | 7        | 0         | 1      | 0     | 0      | 45   | 10.º |
| Total | Total  | Total    | Total                       | 157      | 1         | 7      | 2     | 1      | 488  |      |

#### Por categoría
| Categoría | Temporadas | 1.er Gran Premio | 1.er Podio   | 1.ª Victoria  | Carreras | Victorias | Podios | Poles | V.Ráp. | Pts. | CM |
| --------- | ---------- | ---------------- | ------------ | ------------- | -------- | --------- | ------ | ----- | ------ | ---- | -- |
| Moto2     | 2010–2017  | Francia 2010     | Francia 2013 | Alemania 2015 | 127      | 1         | 4      | 2     | 1      | 384  | 0  |
| MotoGP    | 2018       | Catar 2018       |              |               | 17       | 0         | 0      | 0     | 0      | 1    | 0  |
| MotoE     | 2019-2020  | Alemania 2019    | Austria 2019 |               | 13       | 0         | 3      | 0     | 0      | 103  | 0  |
| Total     | 2010–2020  | 2010–2020        | 2010–2020    | 2010–2020     | 157      | 1         | 7      | 2     | 1      | 488  |    |

#### Carreras por año
(Carreras en negrita indica pole position, carreras en cursiva indica vuelta rápida)
| Año  | Categoría | Moto     | 1       | 2       | 3       | 4       | 5       | 6       | 7       | 8       | 9       | 10      | 11      | 12      | 13      | 14      | 15      | 16      | 17     | 18      | 19      | Pos. | Pts. |
| ---- | --------- | -------- | ------- | ------- | ------- | ------- | ------- | ------- | ------- | ------- | ------- | ------- | ------- | ------- | ------- | ------- | ------- | ------- | ------ | ------- | ------- | ---- | ---- |
| 2010 | Moto2     | Moriwaki | QAT     | SPA     | FRA Ret | ITA 19  | GBR 8   | NED Ret | CAT 24  | GER 15  | CZE 19  | IND     | RSM 19  | ARA     | JPN     | MAL     | AUS     | POR 23  | VAL 15 |         |         | 30.º | 10   |
| 2011 | Moto2     | Tech 3   | QAT 25  | SPA 19  | POR 26  | FRA 18  | CAT 14  | GBR Ret | NED Ret | ITA 12  | GER 18  | CZE 23  | IND 13  | RSM Ret | ARA 18  | JPN 11  | AUS Ret | MAL 15  | VAL 8  |         |         | 26.º | 23   |
| 2012 | Moto2     | Tech 3   | QAT 17  | SPA 13  | POR 13  | FRA DNS | CAT     | GBR 21  | NED 13  | GER 8   | ITA Ret | IND Ret | CZE Ret | RSM Ret | ARA Ret | JPN 13  | MAL Ret | AUS 13  | VAL 27 |         |         | 21.º | 23   |
| 2013 | Moto2     | Kalex    | QAT 10  | AME 12  | SPA 6   | FRA 3   | ITA Ret | CAT Ret | NED 7   | GER 8   | IND 9   | CZE 11  | GBR Ret | RSM 8   | ARA Ret | MAL Ret | AUS Ret | JPN 4   | VAL 12 |         |         | 12.º | 90   |
| 2014 | Moto2     | Suter    | QAT 24  | AME Ret | ARG 2   | SPA 7   | FRA Ret | ITA 14  | CAT Ret | NED 25  | GER 10  | IND Ret | CZE 14  | GBR Ret | RSM 16  | ARA Ret | JPN 10  | AUS 9   | MAL 19 | VAL 5   |         | 14.º | 63   |
| 2015 | Moto2     | Kalex    | QAT 2   | AME Ret | ARG 22  | SPA 5   | FRA 8   | ITA 6   | CAT Ret | NED 6   | GER 1   | IND 8   | CZE 16  | GBR 25  | RSM 12  | ARA Ret | JPN Ret | AUS 5   | MAL 10 | VAL 16  |         | 7.º  | 113  |
| 2016 | Moto2     | Speed Up | QAT Ret | ARG 12  | AME 8   | SPA 10  | FRA 11  | ITA DNS | CAT Ret | NED 11  | GER Ret | AUT 23  | CZE 15  | GBR 16  | RSM Ret | ARA 11  | JPN 10  | AUS 11  | MAL 15 | VAL 16  |         | 17.º | 46   |
| 2017 | Moto2     | Kalex    | QAT 15  | ARG Ret | AME 13  | SPA 19  | FRA 16  | ITA 15  | CAT 20  | NED 7   | GER 14  | CZE 23  | AUT Ret | GBR     | RSM Ret | ARA 25  | JPN Ret | AUS DNS | MAL    | VAL Ret |         | 23.º | 16   |
| 2018 | MotoGP    | Ducati   | QAT 21  | ARG 21  | AME 20  | SPA 17  | FRA 18  | ITA 17  | CAT Ret | NED Ret | GER 19  | CZE 20  | AUT Ret | GBR C   | RSM Ret | ARA 19  | THA 18  | JPN 16  | AUS 15 | MAL 17  | VAL DNS | 27.º | 1    |
| 2019 | MotoE     | Energica | GER 7   | AUT 2   | RSM 3   | RSM Ret | VAL 4   | VAL Ret |         |         |         |         |         |         |         |         |         |         |        |         |         | 6.º  | 58   |
| 2020 | MotoE     | Energica | SPA 8   | AND 9   | RSM 2   | ERM Ret | ERM 14  | FRA Ret | FRA 8   |         |         |         |         |         |         |         |         |         |        |         |         | 10.º | 45   |

### Campeonato Mundial de Motociclismo de Resistencia

#### Por temporada
| Temp. | Moto              | Equipo               | Carreras | Victorias | Podios | Poles | V.Rap. | Pts. | Pos. |
| ----- | ----------------- | -------------------- | -------- | --------- | ------ | ----- | ------ | ---- | ---- |
| 2021  | Suzuki GSX-R 1000 | Yoshimura SERT Motul | 4        | 2         | 3      | 1     | 1      | 175  | 1.º  |
| Total |                   |                      | 4        | 2         | 3      | 1     | 1      | 175  |      |

- * Temporada en curso.

#### Carreras Por Año
(Carreras en negrita indica pole position, carreras en cursiva indica vuelta rápida)
| Temp. | Moto   | 1                | 2                  | 3                | 4                | Pos. | Pts. |
| ----- | ------ | ---------------- | ------------------ | ---------------- | ---------------- | ---- | ---- |
| 2021  | Suzuki | LMS Gral:1 Cls:1 | EST Gral:17 Cls:12 | BDO Gral:1 Cls:1 | MOS Gral:3 Cls:3 | 1.º  | 175  |

- * Temporada en curso.